# Ibiza (песня)
«Ibiza» — песня российских певцов Филиппа Киркорова и Николая Баскова, выпущенная 25 июля 2018 года.

## Музыкальное видео
Клип был опубликован на YouTube-канале StarPro 8 сентября 2018 года. В нём было показано противостояние двух артистов, присутствовали мат, насилие и туалетный юмор[значимость факта?].
В клипе также снялись другие знаменитости, такие как Сергей Шнуров, Валерий Леонтьев, Андрей Малахов, Гарик Харламов и Анита Цой.

## Чарты
| Чарт (2018)                               | Высшая позиция |
| ----------------------------------------- | -------------- |
| Россия (iTunes)                           | 1              |
| Русский чарт (Муз-ТВ)                     | 1              |
| МУЗ-ТВ Чарт (Муз-ТВ)                      | 1              |
| Top YouTube Russian Hits (Tophit)         | 3              |
| Top Radio & YouTube Russian Hits (Tophit) | 6              |

## Реакция
Песня за сутки после выхода заняла первое место в чарте iTunes.
Незадолго до выхода клипа, Филипп Киркоров показал реакцию звёзд шоу-бизнеса на своё произведение. Дима Билан отметил самоиронию Киркорова и Баскова и сказал, что теперь он «видел всё».
Пользователи сети неоднозначно восприняли клип на песню «Ibiza», но большинство осудило артистов[значимость факта?].
Увидев волну критики, Сергей Шнуров, принимающий участие в клипе, заступился за певцов.
Журналист Дмитрий Киселёв присоединился к мнению большинства и раскритиковал клип в своей статье, назвав его «отвратительной мерзостью».
По результатам 2018 года, песня «Ibiza» заняла седьмую строчку в списке топ-10 самых популярных запросов, составленном по данным поискового сервиса «Яндекс».

## Извинение за Ibiza
19 сентября 2018 года, уже после выхода более успешного клипа «Цвет настроения чёрный», на YouTube-канале «Чикен Карри» вышел видеоролик, в котором Филипп Киркоров и Николай Басков извиняются за свой клип «Ibiza». Одновременно с этим они пародируют клип Канье Уэста и Lil Pump «I Love It».